# 알렉산드라 다다리오
알렉산드라 다다리오(Alexandra Daddario, 1986년 3월 16일 ~ )는 미국의 배우이다. 대표작으로 《퍼시 잭슨과 번개 도둑》(2010), 《텍사스 전기톱 연쇄살인사건 3D》(2013), 《샌 안드레아스》(2015) 등이 있다. 앤솔러지 텔레비전 드라마 《화이트 로투스》(2021)로 2022년 제74회 프라임타임 에미상 미니시리즈·앤솔러지·TV 영화 부문 여우조연상 후보에 올랐다.

## 어린 시절
1986년 3월 16일 미국 뉴욕에서 첫째로 태어나 맨해튼 어퍼이스트사이드에서 성장했다. 이탈리아, 체코, 잉글랜드, 아일랜드 혈통이다. 아버지 리처드 다다리오는 검사이며, 마이클 블룸버그 시장 시절 NYPD 대테러부대장으로도 활동했다. 어머니 크리스티나는 변호사이다. 남동생 매슈 다다리오와 여동생 캐서린 다다리오 모두 배우이다. 민주당 소속이었던 친할아버지 에밀리오 Q. 다다리오는 1959년부터 1971년까지 하원 의원을 지냈다.

## 경력
11살 때 배우가 되기로 결심했다. 16살 때 연속극 《올 마이 칠드런》으로 텔레비전 데뷔를 했다.
2009년부터 2011년까지 드라마 《화이트 칼라》에 주인공 맷 보머의 여자친구 역할로 이따금 출연했다. 2010년 영화 《퍼시 잭슨과 번개 도둑》에서 첫 주연을 맡아 애너베스 체이스 역을 연기했다. 2011년, 영화 《홀 패스》 주연을 맡았으며, 드라마 《페어런트 후드》에도 리커링 캐릭터로 출연했다.
2012년 이매진 드래곤스의 "Radioactive" 뮤직비디오에 출연했으며, 시트콤 《필라델피아는 언제나 맑음》에 게스트로 출연했다.
2013년 영화 《텍사스 전기톱 연쇄살인사건 3D》에서 주연을 맡아 헤더 밀러 역을 연기한 데 이어 영화 《퍼시 잭슨과 괴물의 바다》에 전작과 같은 역할로 출연했다. 영화 《엑스》에는 안톤 옐친, 애슐리 그린과 함께 출연했다.
2014년 HBO 드라마 《트루 디텍티브》 시즌 1에 리사 트래그네티 역으로 출연했다. 총 네 편에 출연했으며, 극중 우디 해럴슨과의 관계로 주목을 받았다.
2015년 드웨인 존슨과 재난 영화 《샌 안드레아스》 주연을 맡았다. 코미디 드라마 《라스트 맨 온 어스》과 공포 드라마 《아메리칸 호러 스토리》 시즌 5 호텔에 게스트 출연을 했다.
2016년 영화 《더 초이스》에서 모니카 역을 연기했다.
2017년 드라마 《SOS 해상 구조대》를 원작으로 하는 영화 《베이워치: SOS 해상 구조대》에 기용되어 드웨인 존슨과 다시 만났다. 원작 드라마에서 니콜 에거트가 연기했던 서머 퀸 역을 맡았다. 영화 《더 레이오버》에는 케이트 역으로 케이트 업턴과 함께 발탁되었다.
2018년 마룬 5의 "Wait" 뮤직비디오에 출연했으며, 영화 《우리 처음 만났을 때》에서 애덤 더바인 상대역으로 나왔다. 또한 영화 《우리는 언제나 성에 살았다》에 콘스턴스 블랙우드 역으로 선정되었다. 2019년 소피 킨셀라의 동명 소설이 원작인 로맨틱 코미디 영화 《캔 유 킵 어 시크릿?》에서 주연을 맡았다.
2021년 HBO 사회 풍자 드라마 《화이트 로투스》에 출연하여 널리 호평 받았다. 할리우드 리포터는 이 드라마에서 보여준 연기가 "관객과 캐스팅 감독들이 다다리오를 바라보는 시각을 재정립할 것"이라고 평가하였으며, 2022년 제74회 프라임타임 에미상 미니시리즈·앤솔러지·TV 영화 부문 여우조연상 후보에 지명되었다.

## 출연 작품

### 영화
| 연도 | 제목                          | 원제                                               | 배역              | 비고       |
| ---- | ----------------------------- | -------------------------------------------------- | ----------------- | ---------- |
| 2005 | 오징어와 고래                 | The Squid and the Whale                            | 예쁜 여자애       |            |
| 2006 | 이토록 뜨거운 순간            | The Hottest State                                  | 킴                |            |
| 2006 | 피치                          | Pitch                                              | 앨릭스            | 단편       |
| 2007 | 디 아틱                       | The Attic                                          | 에이바 스트로스   |            |
| 2007 | 베이비시터                    | The Babysitters                                    | 바버라 예이츠     |            |
| 2010 | 퍼시 잭슨과 번개 도둑         | Percy Jackson & the Olympians: The Lightning Thief | 애너베스 체이스   |            |
| 2010 | 사이코패스                    | Bereavement                                        | 앨리슨 밀러       |            |
| 2011 | 홀 패스                       | Hall Pass                                          | 페이지            |            |
| 2013 | 텍사스 전기톱 연쇄살인사건 3D | Texas Chainsaw 3D                                  | 헤더 밀러         |            |
| 2013 | 퍼시 잭슨과 괴물의 바다       | Percy Jackson: Sea of Monsters                     | 애너베스 체이스   |            |
| 2013 | 라이프 인 텍스트              | Life in Text                                       | 헤일리 그린       | 단편       |
| 2014 | 엑스                          | Burying the Ex                                     | 올리비아          |            |
| 2015 | 페이시스 위드아웃 아이스      | Faces Without Eyes                                 | 아이리스          | 단편       |
| 2015 | 샌 안드레아스                 | San Andreas                                        | 블레이크 게인스   |            |
| 2016 | 더 초이스                     | The Choice                                         | 모니카            |            |
| 2016 | 베이크드 인 브루클린          | Baked in Brooklyn                                  | 케이트 윈스턴     |            |
| 2017 | 베이워치: SOS 해상 구조대     | Baywatch                                           | 서머 퀸           |            |
| 2017 | 하우스                        | The House                                          | 코시카            | 삭제 장면  |
| 2017 | 더 레이오버                   | The Layover                                        | 케이트 제프리스   |            |
| 2018 | 나이트 헌터                   | Night Hunter                                       | 레이철 체이스     |            |
| 2018 | 램페이지                      | Rampage                                            | 스쿠버다이버      | 삭제 장면  |
| 2018 | 우리는 언제나 성에 살았다     | We Have Always Lived in the Castle                 | 콘스턴스 블랙우드 |            |
| 2018 | 우리 처음 만났을 때           | When We First Met                                  | 에이버리 마틴     | 넷플릭스   |
| 2019 | 캔 유 킵 어 시크릿?           | Can You Keep a Secret?                             | 에마 코리건       |            |
| 2019 | 로스트 트랜스미션             | Lost Transmissions                                 | 데이나 리         |            |
| 2019 | 위 섬온 더 다크니스           | We Summon the Darkness                             | 알렉시스 버틀러   | 제작 겸임  |
| 2020 | 로스트 걸 & 러브 호텔         | Lost Girls & Love Hotels                           | 마거릿            |            |
| 2020 | 1 나이트 인 샌디에이고        | 1 Night in San Diego                               | 켈시              |            |
| 2020 | 락다운 213주                  | Songbird                                           | 메이              |            |
| 2020 | 슈퍼맨: 내일의 사나이         | Superman: Man of Tomorrow                          | 로이스 레인       | 애니메이션 |
| 2021 | 다이 인 어 건파이트           | Die in a Gunfight                                  | 메리 래스카트     |            |
| 2022 | 와일드플라워                  | Wildflower                                         | 조이              |            |

### 텔레비전
| 연도    | 제목                       | 원제                              | 배역                     | 비고                                  |
| ------- | -------------------------- | --------------------------------- | ------------------------ | ------------------------------------- |
| 2002-03 | 올 마이 칠드런             | All My Children                   | 로리 루이스              | 조연; 43회분                          |
| 2004    | 로앤오더: 범죄 전담반      | Law & Order                       | 펄리샤                   | "Enemy" 편                            |
| 2005    | 로앤오더: 뉴욕 특수수사대  | Law & Order: Criminal Intent      | 수지 암스트롱            | "In the Wee Small Hours (Part 1)" 편  |
| 2006    | 콘빅션                     | Conviction                        | 버네사                   | 파일럿                                |
| 2006    | 로앤오더: 범죄 전담반      | Law & Order                       | 서맨사 베리스퍼드        | "Release" 편                          |
| 2006    | 소프라노스                 | The Sopranos                      | 또 다른 여자             | "Johnny Cakes" 편                     |
| 2009    | 대미지                     | Damages                           | 릴리 아스노              | "I Lied, Too" 편                      |
| 2009    | 로앤오더: 뉴욕 특수수사대  | Law & Order: Criminal Intent      | 리사 웰즐리              | "Salome in Manhattan" 편              |
| 2009    | 라이프 온 마스             | Life on Mars                      | 에밀리 "로켓 걸" 와이엇  | "Let All the Children Boogie" 편      |
| 2009    | 간호사 재키                | Nurse Jackie                      | 젊은 여자                | "Pilot" 편                            |
| 2009-11 | 화이트 칼라                | White Collar                      | 케이트 모로              | 7회분                                 |
| 2011-12 | 페어런트후드               | Parenthood                        | 레이철                   | 5회분                                 |
| 2012    | 필라델피아는 언제나 맑음   | It's Always Sunny in Philadelphia | 루비 태프트              | "Charlie and Dee Find Love" 편        |
| 2014    | 매리드                     | Married                           | 종업원 엘라              | 파일럿                                |
| 2014    | 뉴 걸                      | New Girl                          | 미셸                     | 2회분                                 |
| 2014    | 트루 디텍티브              | True Detective                    | 리사 트래그네티          | 4회분                                 |
| 2015    | 아메리칸 호러 스토리: 호텔 | American Horror Story: Hotel      | 나타샤 람보바            | 3회분                                 |
| 2015    | 라스트 맨 온 어스          | The Last Man on Earth             | 빅토리아                 | "Alive in Tucson" 편                  |
| 2016    | 로봇 치킨                  | Robot Chicken                     | 테리사 존슨 / 리나       | 애니메이션; "Joel Hurwitz Returns" 편 |
| 2016    | 워커홀릭스                 | Workaholics                       | 도나                     | "Save the Cat" 편                     |
| 2019    | 와이 우먼 킬               | Why Women Kill                    | 제이드 / 아이린 터배치닉 | 시즌1 주연                            |
| 2021    | 더 걸프렌드 익스피리언스   | The Girlfriend Experience         | 토니                     | 시즌3 조연                            |
| 2021    | 화이트 로투스              | The White Lotus                   | 레이철 패튼              | 시즌1 주연                            |
| 2023    | 메이페어 위치스            | Mayfair Witches                   | 의사 로언 필딩           | 주연                                  |
| 2023    | 코알라 맨                  | Koala Man                         | 본인                     | 애니메이션; "Bin Day" 편              |